# Conseil des ministres (France)
Pour les articles homonymes, voir Conseil des ministres.

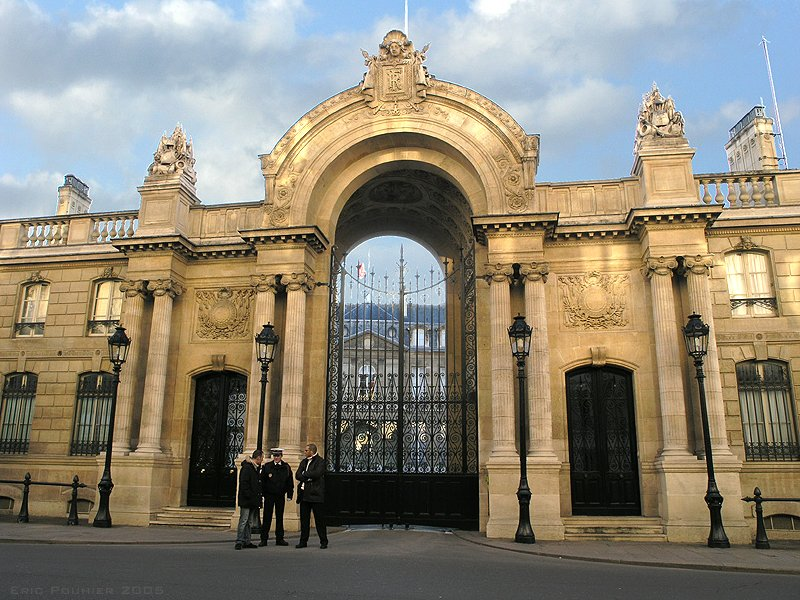
L’entrée du palais de l’Élysée, résidence officielle du président de la République française, à Paris, où le président et le Gouvernement se réunissent chaque mercredi matin pour le Conseil des ministres.

Le Conseil des ministres est un organe établi par la Constitution française pour discuter et adopter certains des actes principaux du pouvoir exécutif, comme le dépôt des projets de loi du gouvernement ou la nomination de hauts fonctionnaires et officiers militaires. Il est présidé par le président de la République et réunit le Premier ministre, tous les ministres de plein exercice et, selon le gouvernement, tout ou partie des ministres de rang inférieur. Seul un compte rendu très synthétique des réunions étant publié, il est aussi censé permettre aux ministres de débattre librement de la politique du Gouvernement. Il se réunit traditionnellement chaque mercredi matin au palais de l’Élysée, la résidence officielle du président, bien qu’il puisse être convoqué en tout lieu et à tout moment par le président.
Le Conseil est l’un des éléments permettant au président de la République de diriger le pouvoir exécutif malgré le grand rôle théoriquement dévolu au Premier ministre par la Constitution. Il lui permet de contrôler l’élaboration et la mise en œuvre de la politique du Gouvernement et de donner — ou refuser — son accord à un certain nombre de décisions importantes, et, plus généralement, de marquer de ses vues les discussions impliquant l’ensemble du Gouvernement. Pendant les cohabitations, c’est-à-dire les périodes où le président et le Premier ministre sont issus de partis opposés et où le Premier ministre dirige effectivement le Gouvernement, le chef de l’État conserve la présidence du Conseil des ministres, ce qui lui donne l’occasion de rester informé des travaux gouvernementaux, de les influencer de manière limitée, et de rendre public ses désaccords.
Malgré sa notoriété et ses larges compétences constitutionnelles, le Conseil a la réputation d’être très solennel et a même été décrit comme ennuyeux par d’anciens ministres, bien que ce caractère dépende de la personnalité du président et de la situation politique. Selon la formule de deux constitutionnalistes, il s’agit « moins, sous la Cinquième République, d’une instance de réflexion et de décision que du point d’aboutissement d’initiatives et de projets élaborés à l’avance et préparés dans un autre décor » ; même le communiqué de presse est entièrement rédigé avant que le Conseil ne commence.
Le Conseil des ministres est la seule réunion formelle de l’ensemble des membres du Gouvernement. Le Premier ministre peut, en vertu de l'article 21 de la Constitution de la Cinquième République, présider lui-même certaines réunions gouvernementales plénières ou restreintes, mais cette pratique est rare et strictement encadrée en raison de la prédominance du président sous la Cinquième République. Le président peut par ailleurs présider des conseils restreints comprenant certains ministres.

## Rôle

### Compétence juridique
La Constitution, la législation et les règlements disposent qu’un certain nombre de décisions gouvernementales doivent être évoquées en Conseil des ministres pour être valables.
Les projets de loi d’initiative gouvernementale (les seuls appelés « projets » de loi sous la Cinquième République française, les textes d’initiative parlementaire étant simplement appelés des « propositions » de loi) doivent être présentés en Conseil avant d’être déposés au Parlement (art. 39 de la Constitution). Pendant une cohabitation, le contrôle de l’ordre du jour par le président lui permet de bloquer un projet de loi à ce stade ; ce pouvoir est toutefois d’ordre symbolique car le Premier ministre, censé disposer d’une majorité à l’Assemblée nationale, pourrait facilement faire déposer le texte par un parlementaire de son parti. En février 2000, pendant la troisième cohabitation, le président Jacques Chirac refusa d’inscrire à l’ordre du jour un projet de loi sur le statut de la Corse ; la manœuvre visant principalement à faire connaître son désaccord avec le Premier ministre Lionel Jospin sur la question, et il accepta d’inscrire le projet à l’ordre du jour de la semaine suivante.
Certains actes réglementaires doivent également être présentés en Conseil des ministres avant d’être pris. Ces actes sont les ordonnances, prises dans le domaine de la loi en vertu d’une habilitation temporaire (article 38 de la Constitution), et un certain nombre de décrets, qui sont alors appelés des « décrets en Conseil des ministres », et concernent :
- un certain nombre de nominations listées à l’article 13 de la Constitution : celles des ambassadeurs et envoyés extraordinaires, des directeurs des administrations centrales, des préfets et des représentants du Gouvernement dans les collectivités d’outre-mer, des officiers généraux, des conseillers d’État, des conseillers maîtres à la Cour des comptes, des recteurs des académies, et du grand chancelier de la Légion d’honneur ;
- la proclamation de l’état de siège (article 36 de la Constitution) ;
- d’autres décisions pour lesquelles une délibération en Conseil est prévue par une loi organique, une loi ordinaire ou un décret ;
- toute décision que le président a décidé d’inscrire à l’ordre du jour du Conseil.

Contrairement aux autres actes réglementaires qui sont seulement signés par le Premier ministre et les ministres responsables de leur exécution, ces actes doivent également être signés par le président de la République (article 13 de la Constitution), et selon une interprétation de la Constitution par François Mitterrand en mars 1986, ceci donne au président un droit de veto sur ces textes. Pendant la cohabitation de 1986-1988, François Mitterrand a refusé en plusieurs occasions de signer des ordonnances qui ne présentaient pas, selon lui, « un progrès par rapport aux acquis », forçant le Premier ministre Jacques Chirac à faire adopter les dispositions concernées dans une loi plutôt qu’en utilisant l’habilitation. Dès 1985, lorsqu’il devenait clair que la droite gagnerait les élections législatives de 1986, un décret de François Mitterrand et Laurent Fabius avait accru le nombre de mesures devant être entendues par le Conseil et donc signées par le président de la République, afin de renforcer la capacité du président à s’opposer à la politique du Gouvernement.
Selon l’arrêt Meyet du Conseil d’État (1992), un décret en Conseil des ministres, même si aucun texte ne prévoyait son inscription à l’ordre du jour, ne peut être modifié que par un autre décret en Conseil des ministres, à moins que ses dispositions finales ou une disposition législative ne permette qu’il soit modifié par décret simple.
Par ailleurs, le Premier ministre doit consulter le Conseil avant d’engager la responsabilité de son Gouvernement sur son programme ou une déclaration de politique générale (article 49.1 de la Constitution) ou sur le vote d’un texte (article 49.3).
Les délibérations du Conseil des ministres ne sont pas susceptibles d'être attaquées par la voie du recours pour excès de pouvoir au motif qu'elles sont, par elles-mêmes, sans effet juridique direct et doivent être regardées comme de simples déclarations d'intention du Gouvernement,.

### Pratique politique
Le Conseil des ministres a parfois été décrit comme excessivement formel et de peu d’intérêt pratique. La journaliste Françoise Giroud, qui fut secrétaire d’État à la Condition féminine au début de la présidence de Valéry Giscard d’Estaing, se souvint de s’être ennuyée lors des Conseils, les textes ayant déjà circulé entre ministères et les communications étant simplement lues à haute voix.
Selon le jugement des constitutionnalistes Dominique Chagnollaud et Jean-Louis Quermonne, le Conseil « est moins, sous la Cinquième République, une instance de réflexion et de décision que le point d’aboutissement d’initiatives et de projets élaborés à l’avance et préparés dans un autre décor. Il prend chaque semaine un certain nombre de décisions qui deviennent définitives, et qui sont ensuite enregistrées et annoncées à la presse par le communiqué publié à la fin de la réunion. Il permet également au président de la République, qui en préside effectivement les délibérations, d’être informé des mesures qui passent par cet organe avant leur adoption définitive et d’en diriger le cours, même si la Constitution ne lui donne pas le droit d’en être l’initiateur. À l’occasion de la réunion du Conseil des ministres, aucun de ces actes n’échappe à l’attention du président, ou même à son veto potentiel ».

## Composition et présidence
Le Conseil des ministres réunit le président de la République, le Premier ministre, les ministres de plein exercice et, parfois, les ministres de rang inférieur (ministres délégués et secrétaires d’État) ou certains d'entre eux.
La participation de ces derniers dépend du gouvernement et a fréquemment varié sous la Cinquième République. Tous les membres du Gouvernement assistaient au Conseil pendant la présidence de Charles de Gaulle, car il y avait peu de secrétaires d’État. De Gaulle considérait que le caractère collégial du Gouvernement impliquait la présence de tous ses membres lorsque des décisions majeures étaient prises, et le Premier ministre Michel Debré y voyait un moyen de donner aux jeunes ministres de l’expérience dans la conduite des affaires.
Toutefois, les gouvernements devinrent de plus en plus larges et la situation changea au début de la présidence de Georges Pompidou. La composition du Conseil est fixée par un décret du président de la République, généralement le décret de nomination des membres du Gouvernement. Sous la présidence de Nicolas Sarkozy, une partie seulement des secrétaires d’État assiste au Conseil, et seulement lorsqu’une question concernant leurs attributions est à l’ordre du jour.
Sous la présidence d'Emmanuel Macron, le porte-parole du Gouvernement, bien qu'il soit nommé auprès du Premier ministre, participe au conseil des ministres, qu'il ait le titre de secrétaire d'État ou celui de ministre délégué et qu'il soit ou non chargé des relations avec le Parlement,,,,,,,.
Le Conseil est présidé par le président de la République en application de l’article 9 de la Constitution. Il peut « à titre exceptionnel » se faire remplacer par le Premier ministre, « en vertu d’une délégation expresse et pour un ordre du jour déterminé » (article 21) ; la procédure est extrêmement rare.
Le secrétaire général de la Présidence de la République et le secrétaire général du Gouvernement, qui élaborent les comptes-rendus des réunions, assistent également au Conseil, sans y prendre part. Sous la présidence de François Mitterrand, son conseiller spécial Jacques Attali siégeait avec les secrétaires généraux.

## Fonctionnement

### Convocation

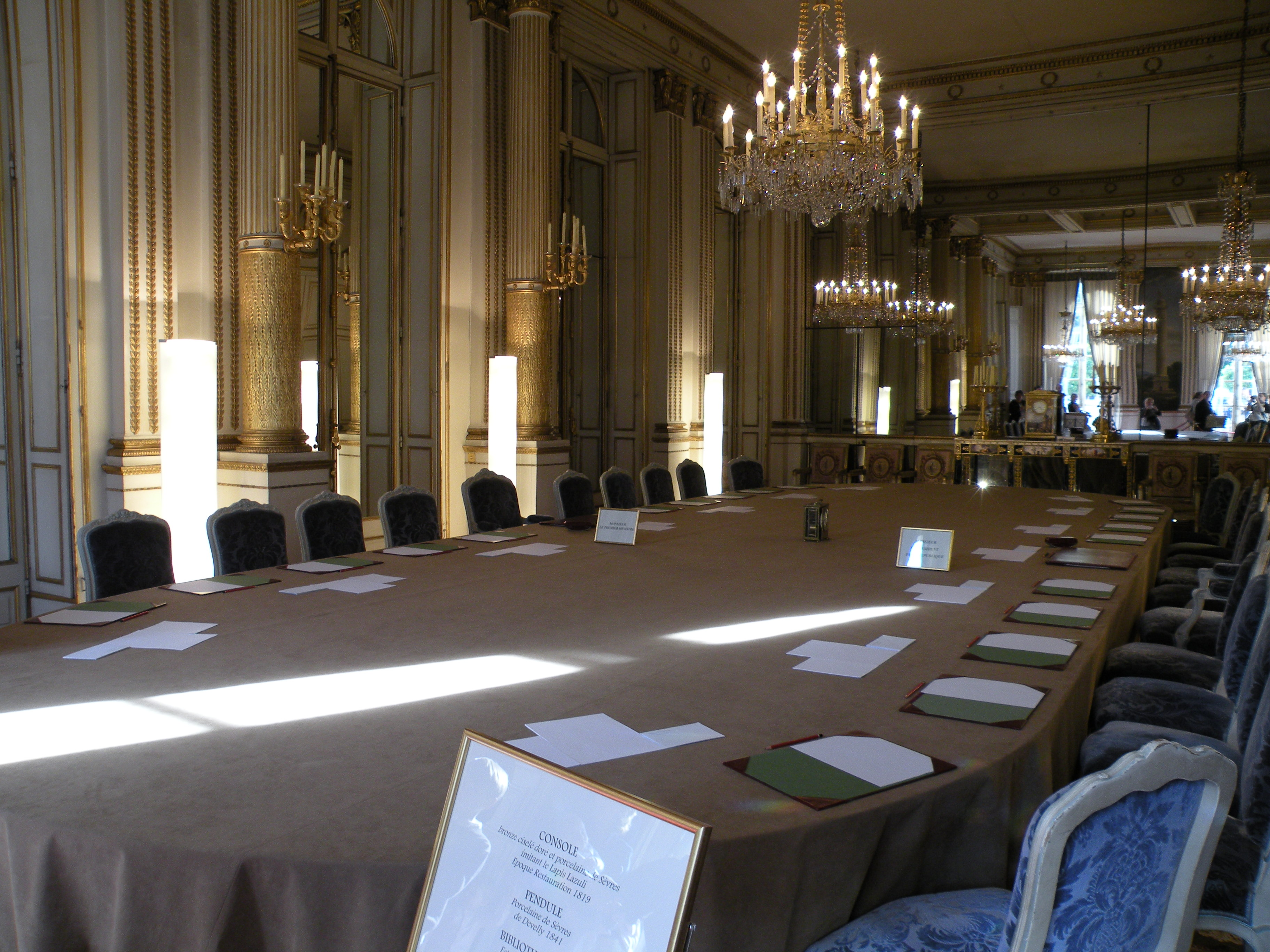
La table du Conseil des ministres, dans le salon Murat du palais de l'Élysée.

Il appartient au président de la République, qui préside le Conseil, d’arrêter la date et le lieu de ses réunions. Toutefois, le Conseil est traditionnellement réuni chaque mercredi (ce choix remonterait au roi Louis XIV qui convoquait le Conseil d'en haut à un jour de la semaine où son emploi du temps était moins chargé) à 10 heures, sauf pendant une pause de deux ou trois semaines en août. La réunion hebdomadaire, qui pouvait durer deux ou trois heures pendant la présidence de Charles de Gaulle, a depuis été ramenée à une heure environ.
Le palais de l’Élysée, la résidence officielle du président de la République, est le lieu normal de réunion du Conseil. Au début de la Cinquième République, le Conseil a lieu dans l'actuel bureau d'angle des secrétaires généraux de l'Élysée. Depuis la présidence de Georges Pompidou, le Conseil se réunit dans le salon Murat, au rez-de-chaussée. Une grande table sur tréteaux est montée spécialement chaque semaine. Le fauteuil du président est au centre de l’un des deux grands côtés de la table, avec celui du Premier ministre en face de lui et celui du secrétaire général de la présidence à ses côtés. Les ministres sont assis selon l’ordre protocolaire déterminé par le décret de nomination.
Le président de la République peut toutefois convoquer le Conseil ailleurs, et l’a fait à l’occasion pour des raisons symboliques. Les premiers Conseils « déconcentrés » ont été convoqués par Valéry Giscard d’Estaing à Lyon en 1974, à Évry en 1975 et à Lille en 1976. En 2007, Nicolas Sarkozy a réuni le Conseil à Strasbourg le 7 septembre, un vendredi, afin de mettre en avant sa volonté de rapprocher le pouvoir des citoyens, et de nouveau à Ajaccio le 31 octobre. Par ailleurs, le Conseil des ministres du mercredi 27 juillet 2011 s'est tenu dans un hôtel particulier de l'avenue de Marigny, pour cause de travaux dans le Palais de l'Élysée. Ces déplacements sont extrêmement rares et ont été critiqués pour leur coût et leur manque de justification pratique et fondée.

### Situations d'urgence
Le Conseil peut également être convoqué en situation d’urgence, par exemple le 14 janvier 1991 à la veille du déclenchement de la guerre du Golfe, ou le 11 septembre 2001 après les attentats contre les États-Unis. Plus récemment, un Conseil des Ministres exceptionnel s'est tenu à l'Élysée lors du septuple attentat terroriste survenu à Paris et à Saint-Denis, dans la nuit du 13 au 14 novembre 2015 et qui avait provoqué la mort de 130 personnes. Alors qu'une prise d'otages était encore en cours dans la salle de concert du Bataclan, le Président de la République, François Hollande s'adresse à la Nation peu avant minuit, annonce la tenue de ce conseil. Il prendra un décret permettant l'instauration de l'état d'urgence sur l'ensemble du territoire et le rétablissement immédiat des contrôles aux frontières nationales.

### Préparation
Pour la réunion habituelle du mercredi, le secrétaire général du Gouvernement envoie un projet d’ordre du jour au président de la République, au Premier ministre et aux ministres le vendredi après-midi. L’ordre du jour est arrêté le lundi après-midi lors d’un entretien du président avec le secrétaire général, et envoyé aux ministres le mardi.
Avant le Conseil, le président, le Premier ministre, le secrétaire général de la Présidence et le secrétaire général du Gouvernement ont un bref entretien. Pendant ce temps, le directeur de cabinet du secrétaire général du Gouvernement prépare la version définitive du communiqué de presse et fait signer aux ministres les actes qui seront présentés au président pendant le Conseil.

### Déroulement
Le règlement du Conseil a été adopté en février 1947 et modifié plusieurs fois sous la Cinquième République. Les réunions suivent un ordre du jour strict qui laisse peu de place à l’improvisation :
- la « partie A » est consacrée aux projets de loi et aux projets de décret et d’ordonnance. Les actes en question, qui ont été signés par le Premier ministre et les ministres concernés avant le Conseil, sont ensuite signés par le président s’ils sont adoptés.
- La « partie B » est consacrée aux décisions individuelles, principalement les nominations.
- La « partie C » est consacrée aux « communications », qui donnent à un ministre l’occasion d’informer ses collègues sur une question particulière. Elle commence toujours par la présentation de la situation diplomatique par le ministre des Affaires étrangères.
- La « partie D », inaugurée en 2007 par le président Nicolas Sarkozy, est consacrée à un débat sur un thème particulier, généralement d‘actualité, auquel tous les ministres sont invités à prendre parti quelles que soient leurs attributions.

Le président de la République peut, sur certaines questions spécialement importantes ou controversées, mener un tour de table pour que les ministres expriment leur opinion ; il est toujours le dernier à parler. Aucun vote, toutefois, n’a lieu en Conseil des ministres sous la Cinquième République.
Les discussions en Conseil des ministres sont censées demeurer confidentielles. L’un des usages les plus anciens du Conseil, déjà en vigueur au XIXe siècle, est l’interdiction de prendre des notes, sauf pour le président de la République, les deux secrétaires généraux et le porte-parole du Gouvernement. Le communiqué de presse publié après le Conseil ne contient que des indications brèves et parfois évasives sur les propos tenus, d’autant plus qu’il a été rédigé avant même le début du Conseil ; une question peut même être entièrement passée sous silence, par exemple si elle est couverte par le secret défense, ou dans le cas d’une motion de confiance que le Premier ministre souhaite garder secrète jusqu’à son dépôt. Ceci permet aux ministres de débattre de la politique gouvernementale avec plus de liberté qu’en public et d’exprimer leur désapprobation potentielle avant de respecter publiquement la « solidarité gouvernementale ». Certains anciens ministres ont toutefois rendu compte de certaines discussions dans des mémoires ou témoignages postérieurs ; il arrive également qu’une discussion ou un incident parvienne à la connaissance des médias.

### Suites
La cour du palais de l’Élysée est ouverte aux journalistes pendant la réunion du Conseil, et les ministres ont généralement des échanges brefs et informels avec eux lorsqu’ils quittent le palais et rejoignent leur voiture.
Après le premier Conseil suivant la nomination d’un nouveau gouvernement, tous ses membres et le président de la République se réunissent devant le palais du côté du jardin et posent pour une photographie de groupe, dite la « photo de famille ». Le président François Mitterrand a toutefois refusé de poser avec les gouvernements Chirac II en 1986 et Balladur en 1993, car ils étaient soutenus par une majorité opposée à lui.
Trois actes sont établis pour chaque réunion du Conseil par le secrétaire général du Gouvernement :
- Un communiqué de presse, le seul document publié, donne un aperçu très synthétique de la réunion. Il est rédigé d’après de courts textes proposés par les ministères concernés et publié immédiatement après le Conseil. Il fait généralement l’objet d’un commentaire par le porte-parole du Gouvernement, un ministre.
- Un relevé de décisions, plus détaillé que le communiqué, est établi le mercredi après-midi en deux exemplaires et approuvé par la Présidence.
- Le compte rendu est écrit par le secrétaire général le mercredi ou le jeudi et archivé par la Présidence et les services du Premier ministre.

## Histoire

### Ancien Régime etXIXesiècle
Le Conseil des ministres trouve son origine dans le Comité des ministres, né dans l’Ancien Régime comme réunion préparatoire au Conseil du roi et réunissant tous les membres du Conseil d’en haut ou du Conseil des dépêches.
Au XIXe siècle, le chef de gouvernement français, dont la fonction n’avait pas d’existence juridique et qui était simplement le plus important des ministres, commença à être appelé le président du Conseil des ministres, ou plus brièvement le président du Conseil, ce qui était trompeur dans la mesure où ce n’était pas lui, mais le chef de l’État (roi, empereur ou président) qui présidait le Conseil des ministres.

### Troisième et Quatrième Républiques

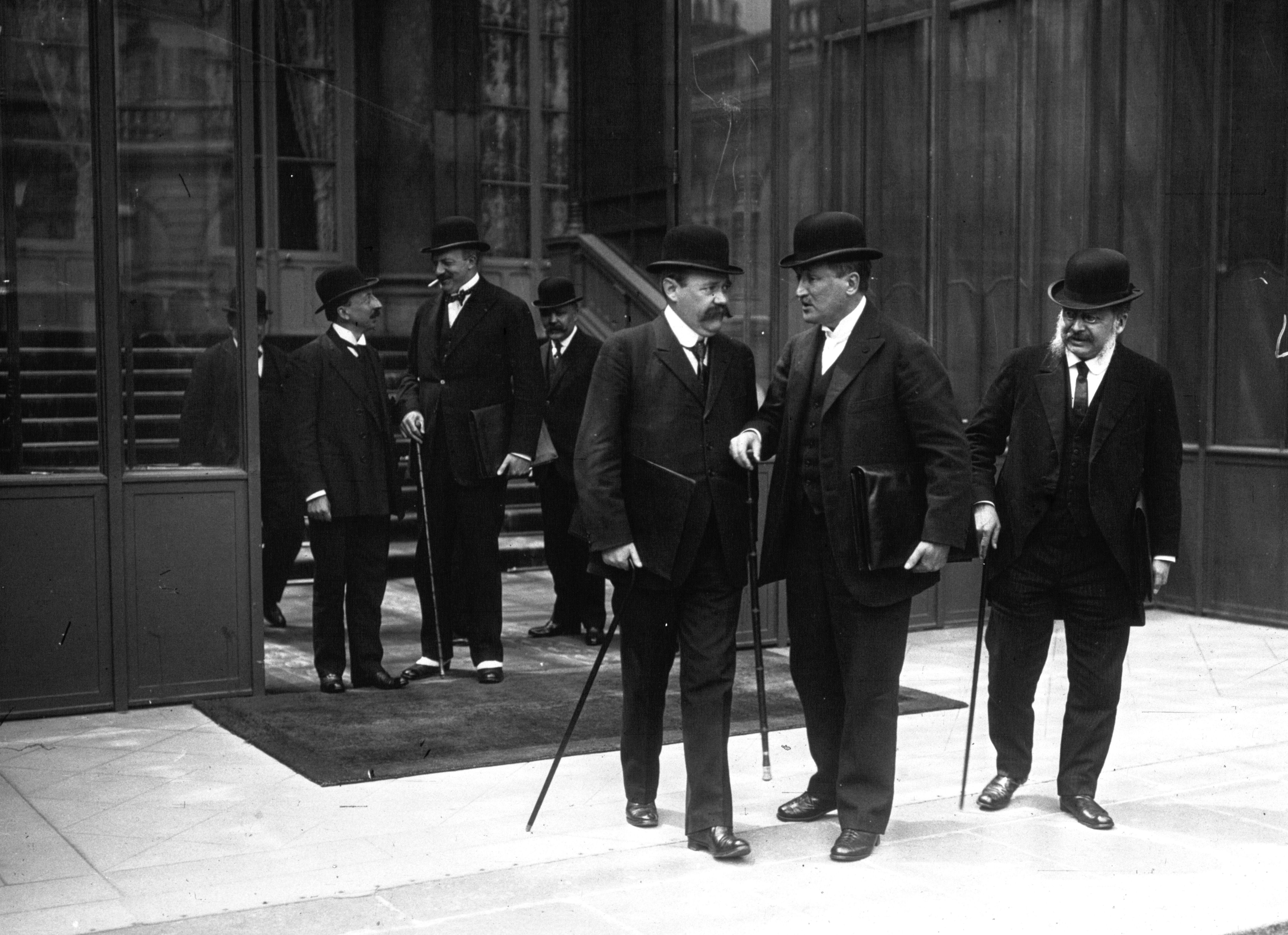
Conseil des ministres à la sortie de l'Élysée en 1921. De gauche à droite : Yves Le Trocquer, Laurent Bonnevay, Lucien Dior, André Maginot, Léon Bérard et Louis Loucheur.

Le titre de « président du Conseil » est réutilisé pour la première fois en mars 1876 dans le décret nommant Jules Dufaure et n'apparaît pas dans la constitution avant 1946.
Notons cependant la présidence du Conseil des ministres (appelé donc « Président du Conseil ») d'hommes d'État, parmi lesquels Édouard Herriot (94e, 97e et 106e « président du Conseil des ministres français »), André Tardieu, Édouard Daladier, Aristide Briand, Georges Clemenceau, Camille Chautemps, entre autres.
Jusqu’en 1958, le Conseil était réuni à intervalles irréguliers et parfois en dehors du palais de l'Élysée, dans l'une des autres résidences présidentielles à Paris ou à Rambouillet. À l'Élysée, le Conseil était tenu dans le salon des Portraits pendant la Troisième République, tandis que les gouvernements de la Quatrième République utilisent le salon des Ambassadeurs, le salon Murat et le salon de l'Hémicycle. Le Conseil était convoqué par le président du Conseil, qui arrêtait son ordre du jour. Pendant la Troisième République, il ne réunissait que les ministres de plein exercice, sans les sous-secrétaires d’État.
Après la Seconde Guerre mondiale, le Conseil est doté d’un règlement en janvier 1947. Le premier président de la Quatrième République, Vincent Auriol, entendait exercer les prérogatives que lui conféraient la Constitution ; évoquant le Conseil des ministres, il déclare à son cabinet qu'« il peut y avoir des désaccords fondamentaux sur les grandes questions d'intérêt national, soit entre les ministres, soit avec la ligne générale du pays. Il faut alors arbitrer entre les diverses opinions dans le sens de la volonté populaire et de l'intérêt collectif du pays. Mais mes conseils s'arrêtent au seuil de la décision. Je n'ai pas le droit de décider, j'ai le devoir d'avertissement et de conseil ». Il est toutefois écarté des affaires gouvernementales comme ses prédécesseurs de la Troisième République. En janvier 1948, il est mécontent d'apprendre par la presse l'existence d’un projet de loi sur la monnaie, qui n'avait pas encore été présenté en Conseil des ministres et déclare que si un tel incident devait se reproduire, il refuserait de présider le Conseil et ferait une protestation publique.

### Cinquième République
Le Conseil changea de nature avec la création de la Cinquième République, le président de la République devenant la force prédominante du pouvoir exécutif. Un ancien ministre a rapporté l’invitation de Charles de Gaulle à exprimer son opinion sur toutes les questions, le Gouvernement dans son ensemble étant engagé par les décisions prises en Conseil. Le Conseil du général de Gaulle a toutefois été décrit comme une cérémonie « académique » lors de laquelle les ministres étaient censés « renouveler leur adhésion » et « actualiser leur engagement passé, même s’ils en réprouveraient tel ou tel aspect ».
Sur la suggestion du Premier ministre Michel Debré, De Gaulle choisit une salle permanente pour le Conseil, une pièce d’angle du premier étage près de son bureau, une ancienne salle à manger. Son successeur Georges Pompidou, élu en 1969, déplaça le Conseil au salon Murat, au rez-de-chaussée.
Frappé par sa maladie, le président Georges Pompidou délègue des conseils des ministres à son premier ministre, Pierre Messmer, en février 1974, comme le prévoit l'article 21 de la Constitution.
En 1981, François Mitterrand établit dès son premier conseil des ministres les règles qu'il souhaite y voir appliquées : interdiction de lire les notes, de prendre des notes, de bavarder. Ses conseils des ministres sont lisses et ne sont pas des lieux de débat[réf. incomplète].
En 1986, la première cohabitation, qui oppose un président de gauche et un gouvernement de droite, prive le Conseil des ministres de l’essentiel de son rôle : la plupart des décisions gouvernementales étant prises hors la présence du président pendant des Conseils de cabinet, les Conseils des ministres durent environ vingt minutes, pendant lesquelles, selon André Santini, les ministres lisent leur courrier.
Les conseils des ministres des gouvernements Rocard, après la seconde victoire de François Mitterrand, se démarquent par leur atmosphère plus collégiale, leurs discussions plus ouvertes et plus animées.
Divers rapports de presse évoquent un nouveau changement d’atmosphère en Conseil des ministres avec l’arrivée à la présidence de Nicolas Sarkozy en 2007. Selon un ministre, c’est devenu une réunion de comité de direction d’entreprise. On y débat de stratégie.[réf. nécessaire] Nicolas Sarkozy inaugure une quatrième partie, la « partie D », un débat sur un thème d’actualité. Celle-ci ne semble finalement présenter guère d'intérêt et est très vite délaissée par Nicolas Sarkozy. Les réunions sont décrites comme moins compassées que sous Jacques Chirac et les ministres sont priés de ne pas parler plus de trois minutes et de ne pas lire les notes préparées par leur directeur de cabinet.
Malgré ce changement d'atmosphère, le conseil des ministres ne cesse de suivre un déroulement formalisé : le Premier ministre arrive le premier à l'Élysée pour s'entretenir avec le président de la République et préparer le conseil à venir. Pendant ce temps, les ministres et secrétaires arrivent et se retrouvent à l'Élysée avant de rentrer dans le salon Murat. Tel un petit-déjeuner, des viennoiseries et des boissons leur sont ainsi proposés dans une salle attenante au salon Murat. Puis, chaque ministre prend place devant sa place désignée et son fauteuil avant que n'arrive le président. Celui-ci est annoncé par un huissier et est toujours le dernier à prendre place au conseil. Jacques Toubon, garde des Sceaux en 1995, a eu l'occasion d'en faire le frais lors d'un retard.
Aucune caméra, appareil photo ou micro n'est autorisé au sein du conseil des ministres, mis à part les prises de vues exceptionnelles réalisées par la presse afin d'avoir des images d'illustration. Seul Alain Lambert, ministre du Budget entre 2002 et 2004, avait dérogé à cette règle en prenant, en cachette et avec un mini-appareil, plusieurs milliers de photos. En avril 2014, François Hollande décide d'interdire les portables pendant les Conseils des ministres.

## Autres Conseils et réunions
D’autres conseils réunissant des membres du Gouvernement existent en parallèle du Conseil des ministres et le complètent dans un domaine restreint ou avec un nombre réduit de participants, bien qu’ils n’en fassent pas juridiquement partie comme les comités restreints du Cabinet au Royaume-Uni. Depuis les années 1960, les réunions restreintes sont appelées « conseils » lorsqu’elles sont présidées par le président de la République et « comités » lorsqu’elles sont présidées par le Premier ministre.

### Les Conseils restreints
Des Conseils restreints peuvent être tenus au palais de l’Élysée avec le président de la République, le Premier ministre, plusieurs ministres et des hauts fonctionnaires. Ils ont été créés au début de la Cinquième République et ne sont pas prévus par la Constitution, à l’exception des « conseils et comités supérieurs de la Défense nationale » mentionnés à l’article 15. Bien que leur fonctionnement partage de nombreux traits avec le Conseil des ministres, ils sont de ton moins solennel et plus concret et sont censés être des réunions de travail.
Il y avait en moyenne un ou deux par semaine pendant la présidence de Charles de Gaulle. Ils sont rarement réunis pendant une cohabitation.
La plupart de ces conseils sont convoqués de manière ponctuelle. Pendant la présidence de Charles de Gaulle, des conseils restreints furent ainsi tenus pour traiter de la politique économique et sociale, des affaires étrangères et de l’Europe, de la préparation d’une visite d’État, de technologie, du statut de Paris, et plus tard de l’éducation.
Certains ont toutefois été créés par un acte réglementaire et sont réunis régulièrement :
- le Conseil de défense et de sécurité nationale est créé en 2009[41], en regroupant les comités de défense et le Conseil de Sécurité intérieure ;
- le Conseil de politique nucléaire est créé en 2008[42] ;
- le Conseil de défense écologique est créé en 2019. Le Haut conseil pour le climat est entendu chaque année par le conseil, après remise de son rapport annuel[43].

Historiquement, plusieurs autres formations ont aussi existé :
- un Conseil des affaires algériennes a été créé par le général de Gaulle le 13 février 1960 après la semaine des Barricades à Alger, bien que des conseils restreint aient été régulièrement tenus auparavant sur la politique algérienne. Il réunissait les ministres chargés des affaires étrangères et des armées, le secrétaire général des affaires algériennes, le chef d’état-major des armées et le commandant en chef en Algérie[44],[45],[46] ;
- De Gaulle a également créé un Conseil pour les affaires africaines et malgaches le 18 mai 1961, après l’échec de la Communauté française afin de coordonner ce qui commençait à être appelé la politique de « coopération » avec les anciennes colonies. Il s’est réuni pour la dernière fois en mars 1965[47] ;
- Valéry Giscard d'Estaing a créé un Conseil central de planification en octobre 1974 et un Conseil de politique nucléaire extérieure en septembre 1976[48] ;
- entre 1982 et 1984, François Mitterrand a présidé un conseil hebdomadaire consacré à la politique économique et sociale ;
- sept Conseils restreints furent réunis pendant la guerre du Golfe, et à partir de 17 janvier 1991, une réunion d’état-major fut tenue chaque jour avec le Premier ministre, les ministres chargés des Affaires étrangères, de la Défense et enfin de l’Intérieur, les chefs d’état-major des trois armes, et certains conseillers du président[49],[50].

### Les réunions gouvernementales
Des réunions gouvernementales restreintes, appelées les comités interministériels, peuvent être tenues hors la présence du président. Elles sont présidées par le Premier ministre ou par un ministre désigné pour le remplacer, et réunissent certains ministres concernés par un problème particulier, et parfois des hauts fonctionnaires.

## Dans la fiction
- Le Président (1961), film d'Henri Verneuil figure un Conseil des ministres de la IVe République.
- Président (2005), film de Lionel Delplanque figure un Conseil des ministres.
- La Rupture (2013), téléfilm de Laurent Heynemann figure un Conseil des ministres.

### Jurisprudence
- [CE (2 / 6 SSR), 25 nov. 1977] Conseil d'État (2e et 6e sous-sections réunies), 25 novembre 1977, Compagnie des architectes des bâtiments civils et palais nationaux, no 3158.
- [CE (10 SS), 25 fév. 1987] Conseil d'État (10e sous-section), 25 février 1987, Commune d'Amnéville (Moselle), no 60359.

### Filmographie
- Dans le secret du Conseil des ministres, écrit par Bérengère Bonte et Ella Cerfontaine, réalisé par Ella Cerfontaine, narrateur Guillaume Gallienne, production Caméra subjective, avec la participation de France Télévisions et de Planète+, octobre 2013. En trois parties de 52 min : Le Fauteuil du roi, La Cour du roi, Les Grandes heures. Diffusion hebdomadaire sur France 5 à partir du dimanche 13 octobre 2013 à 22 heures.